# サードメン
サードメンは、かつてプライムワン（現・プライム）で活動していた日本のお笑いコンビ。2007年解散。

## メンバー
浜口 亮（はまぐち りょう）
1973年9月18日、東京都調布市生まれ、府中市育ち。身長175cm、体重65kg、血液型はA型。
現在はピン芸人「浜ロン」として活動している。
高橋 卓也（たかはし たくや）
1977年1月16日、静岡県三島市生まれ。身長173cm、体重66kg、血液型はO型。
趣味はゲーム・ゴルフ・麻雀など。特技はサッカー・ゲーム。カジとともに、Xbox 360ソフトのプレイ日記も書いていたことがある。
サードメンの「スポーツができる方」担当。白メガネをかけている。伊集院光からは無尽蔵のスタミナからダイナモと言われており、大学にはアメフトのスポーツ推薦で入学した経歴を持つ。
解散後はピン芸人「サードメン高橋卓也」として活動していたが、その後事務所を辞めサラリーマンになる。2011年時点では婚活イベントのスタッフを務めていた。

## 来歴
結成当初は「アストロ・ノーツ」として活動していたが、後に「サードメン」に改名。なお「サードメン」とは、第三の男という意味で、メンバー2人とも3人兄弟の末っ子であることが由来。シュールな設定のコントを芸風とした。2007年2月に解散。

## 出演番組

### テレビ
- インサイドEA-チャンネルBB（2004年）
- 爆笑オンエアバトル（NHK総合）戦績0勝1敗 最高261KB
- 伊集院光のばんぐみ
- お笑いTV「ニコニコ笑い汁」（MONDO21）
- ゲームレコードGP（MONDO21、高橋のみ）
- お笑い図鑑 ハマヌキ（tvk、高橋のみ）

### ラジオ
- 伊集院光 深夜の馬鹿力-TBSラジオ（ポッドキャスト版）
- 爆笑問題の日曜サンデー-TBSラジオ（高橋のみ）